# Aux animaux la guerre
 (octobre 2018).
Si vous disposez d'ouvrages ou d'articles de référence ou si vous connaissez des sites web de qualité traitant du thème abordé ici, merci de compléter l'article en donnant les références utiles à sa vérifiabilité et en les liant à la section « Notes et références ».
Aux animaux la guerre est une série télévisée française en six épisodes de 52 minutes adaptée du roman éponyme de Nicolas Mathieu, réalisée par Alain Tasma et diffusée du 15 au 29 novembre 2018 sur France 3.

## Synopsis
Ouvrier chez Velocia, dernière usine de sous-traitance automobile dans une vallée vosgienne frappée par la désindustrialisation, le syndicaliste Martel est promu secrétaire du comité d'entreprise. Alors que l'usine est menacée de fermeture, Martel croise la route de Rita, inspectrice du travail endeuillée et combative, et s'acoquine avec Bruce, collègue musclé et drogué, pour tenter de joindre les deux bouts.

## Fiche technique
- Réalisation : Alain Tasma
- Scénario : Alain Tasma et Nicolas Mathieu, d'après son roman
- Photographie : Anthony Diaz
- Musique : Nicolas Errèra
- Producteur : Philippe Delest
- Société de production : EuropaCorp Télévision
- Montage : Christine Lucas Navarro et Vincent Zuffranieri
- Décors : Elwir Poli et Yann Nicolas
- Costumes : Emmanuelle Pertus
- Son : Aline Huber
- Genre : drame
- Durée : 6 x 52 min.
- Diffusion : 15 novembre 2018 - 29 novembre 2018 sur France 3

## Distribution
- Roschdy Zem : Martel
- Olivia Bonamy : Rita Kléber, l'inspectrice du travail
- Rod Paradot : Jordan Locatelli
- Florent Dorizon : Bruce Duruy, le musclé
- Lola Le Lann : Lydie Duruy, la sœur de Bruce
- Dani : la mère de Martel
- Éric Caravaca : Patrick Locatelli, le père de Jordan
- Tchéky Karyo : Serge Tokarev, le proxénète
- Olivier Chantreau : Greg Kleber, le frère de Rita
- Michel Subor : Pierre Duruy, le grand-père de Bruce et de Lydie
- Yann Prada : Thierry Molina, le gérant du « Sphinx » (boîte de nuit)
- Youssef Diawara : Jimmy, l'homme de main de Serge
- Alexandrina Turcan : Victoria, la prostituée kidnappée
- Aude Lener : Jade, une prostituée
- Luàna Bajrami : Nadia, une prostituée
- Igor Skreblin : Ossip, le mafieux
- Radouan Leflahi : Karim Benbareck, le mafieux rival
- Aurélie Vérillon : Christine Locatelli, la mère de Jordan
- Lucas Bleger : le consultant en Maserati
- Ludovic Berthillot : Colignon, le boucher
- Bellamine Abdelmalek : Malick Benazir
- Chahed Halaoui : le fils Benbareck
- Salomé Haquin : la jeune femme du "Sphinx" (boîte de nuit)

## Titre du roman et de la série
Le titre est une référence aux Les Animaux malades de la peste, la fable de La Fontaine que Benbarek fait répéter à son fils, fable qui contient le passage suivant : 

« La Peste (puisqu'il faut l'appeler par son nom)

Capable d'enrichir en un jour l'Achéron,

Faisait aux animaux la guerre »

— La Fontaine

## Tournage
Le tournage se déroule du 11 mai au 14 août 2017. Il s'effectue en mai et juin 2017 dans le département des Vosges à Dommartin-lès-Remiremont, Charmes, Arrentès-de-Corcieux, Épinal, Gérardmer, puis au col du Donon. Il se poursuit le mois suivant près de Strasbourg,, notamment à Andlau.